# Даніель Големб'євський
Даніель Големб'євський (пол. Daniel Gołębiewski; нар. 15 липня 1987, Вишкув) — польський футболіст, нападник.

## Ігрова кар'єра
Народився 15 липня 1987 року в місті Вишкув. Вихованець футбольної школи клубу «Полонія». Дорослу футбольну кар'єру розпочав 2007 року в основній команді того ж клубу, проте до основної команди не пробився, через що був відданий в оренду до клубу ЛКС (Ломжа) з другої польської ліги. Після повернення до «Полонії» влітку 2008 року, Даніель поступово став залучатись до матчів команди, а з сезону 2009/10 став основним гравцем нападу команди.
Протягом сезону 2011/12 провів по півроку в оренді у клубах «Гурник» (Забже) та «Корона» (Кельце), після чого знову повернувся в «Полонію», де провів ще один сезон. По завершенні сезону 2012/13 команда через фінансові проблеми була відправлена в четверту лігу й Големб'євський отримав статус вільного агента.
Улітку 2013 року повернувся в «Корону» (Кельці), підписавши з командою повноцінний контракт, де провів наступний сезон, після чого був відданий в оренду до новачка першої ліги «Битовії» (Битів). Відтоді встиг відіграти за команду 10 матчів у національному чемпіонаті.

## Збірна
7 серпня 2010 року був викликаний тренером Францішеком Смудою до складу збірної Польщі на товариський матч проти збірної Камеруну замість Артура Собєха. Проте на поле так і не вийшов.